# Saint-Pierre-de-Curtille
Saint-Pierre-de-Curtille is een gemeente in het Franse departement Savoie (regio Auvergne-Rhône-Alpes) en telt 409 inwoners (2004). De plaats maakt deel uit van het arrondissement Chambéry.
In de gemeente Saint-Pierre-de-Curtille bevindt zich de abdij van Hautecombe.

## Geografie
De oppervlakte van Saint-Pierre-de-Curtille bedraagt 9,9 km², de bevolkingsdichtheid is 41,3 inwoners per km².
De onderstaande kaart toont de ligging van Saint-Pierre-de-Curtille met de belangrijkste infrastructuur en aangrenzende gemeenten.

## Demografie
Onderstaande figuur toont het verloop van het inwonertal (bron: INSEE-tellingen).